# Sušica (Sjenica)
Pour les articles homonymes, voir Sušica.
Sušica (en serbe cyrillique : Сушица) est un village de Serbie situé dans la municipalité de Sjenica, district de Zlatibor. Au recensement de 2011, il comptait 21 habitants.

## Démographie
| 1948 | 1953 | 1961 | 1971 | 1981 | 1991 | 2002 | 2011 |
| ---- | ---- | ---- | ---- | ---- | ---- | ---- | ---- |
| 116  | 126  | 122  | 88   | 66   | 40   | 25   | 21   |

|  |